# La fête est finie
La fête est finie è il terzo album in studio del rapper francese Orelsan, pubblicato il 20 ottobre 2017 dalle etichette discografiche 3e Bureau e Wagram Music.

## Tracce
1. San – 4:02 (Aurélien Cotentin, Matthieu Le Carpentier)
2. La fête est finie – 3:03 (Aurélien Cotentin, Matthieu Le Carpentier, Phazz)
3. Basique – 2:43 (Aurélien Cotentin, Matthieu Le Carpentier)
4. Tout va bien – 2:29 (Aurélien Cotentin, Matthieu Le Carpentier, Paul Van Haver)
5. Défaite de famille – 3:43 (Aurélien Cotentin, Matthieu Le Carpentier, Phazz)
6. La Lumière – 3:13 (Aurélien Cotentin, Matthieu Le Carpentier)
7. Bonne meuf – 2:03 (Aurélien Cotentin)
8. Quand est-ce que ça s'arrête – 2:57 (Aurélien Cotentin, Guillaume Brière)
9. Christophe (con Maître Gims) – 2:46 (Aurélien Cotentin, Gandhi Bilel Djuna, Matthieu Le Carpentier, Phazz)
10. Zone (con Nekfeu & Dizzee Rasca) – 4:46 (Aurélien Cotentin, Ken Samaras, Dylan Kwabena Mills, Matthieu Le Carpentier)
11. Dans ma ville, on traîne – 4:00 (Aurélien Cotentin, Matthieu Le Carpentier, Guillaume Tranchant)
12. La Pluie (con Stromae) – 2:55 (Aurélien Cotentin, Paul Van Haver)
13. Paradis – 3:49 (Aurélien Cotentin, Guillaume Brière)
14. Notes pour trop tard (con Ibeyi) – 7:34 (Aurélien Cotentin, Lisa-Kaindé Diaz, Naomi Diaz)